# Edward Lessimore
Edward John Lessimore (Clifton, Bristol, 20 de gener de 1881 - Bristol, 7 de març de 1960) va ser un tirador anglès que va competir a començaments del segle xx.
El 1912 va prendre part en els Jocs Olímpics d'Estocolm, on disputà tres proves del programa de tir. Guanyà la medalla d'or en la prova de carrabina, 50 metres, per equips. En la prova de carrabina, 50 metres individual fou quart i en la de carrabina des de 25 metres dotzè.